# دومپیر-سور-شالارون
دومپیر-سور-شالارون (به فرانسوی: Dompierre-sur-Chalaronne) یک کمون در فرانسه است که در canton of Châtillon-sur-Chalaronne واقع شده‌است.

## خصوصیات
دومپیر-سور-شالارون ۴٫۷۸ کیلومترمربع مساحت و ۳۷۱ نفر جمعیت دارد و ۲۲۱ متر بالاتر از سطح دریا واقع شده‌است.